# 水手陨击坑

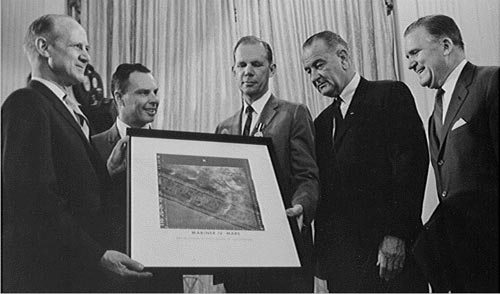
1965年7月，喷气推进实验室水手4号项目主管“杰克·诺·詹姆斯”（中）和一组人员在白宫向美国总统林登·约翰逊（中右）展示了该探测器拍摄的著名火星11号照片，照片中显示了“水手陨击坑”。

水手陨石击坑（Mariner Crater）是火星上一座直径170公里的撞击坑，位于法厄同区南纬35.1°和西经164.5°处，其名字是指水手4号探测器 。事实上，它可能是水手四4号拍摄的最好图像。这陨石坑的照片来自水手4号和火星勘测轨道飞行器任务。你可以比较水手4号相机与火星勘测轨道飞行器背景相机和高分辨率成像科学设备所拍摄照片的分辨率。
在水手陨击坑中发现了冲沟。

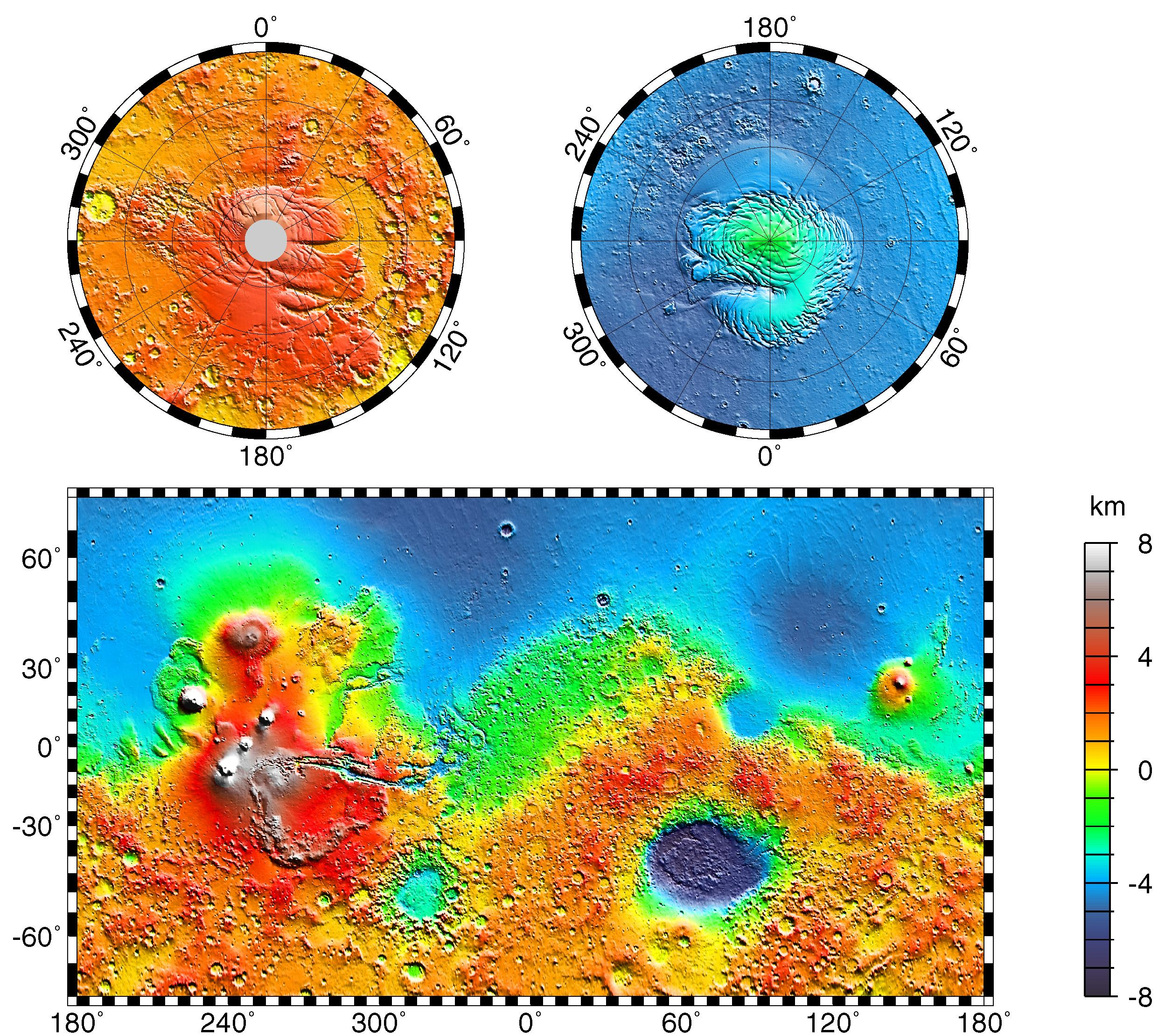
用白色显示了最高火山峰地形图。在赤道附近，一条由三座火山组成的直线指向南部的法厄同区和三座大型陨石坑，那里分布着众多的冲沟。单击图像可放大显示。
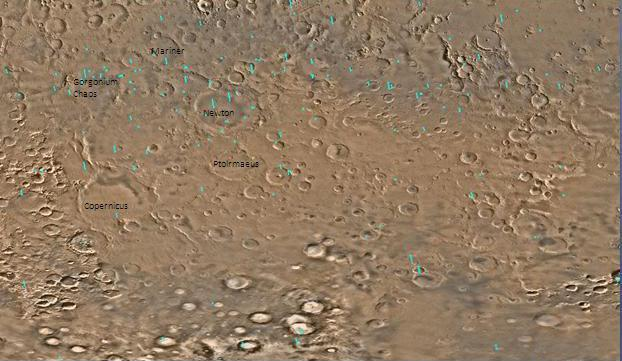
法厄同区地图，单击可放大显示并查看部分陨石坑名。
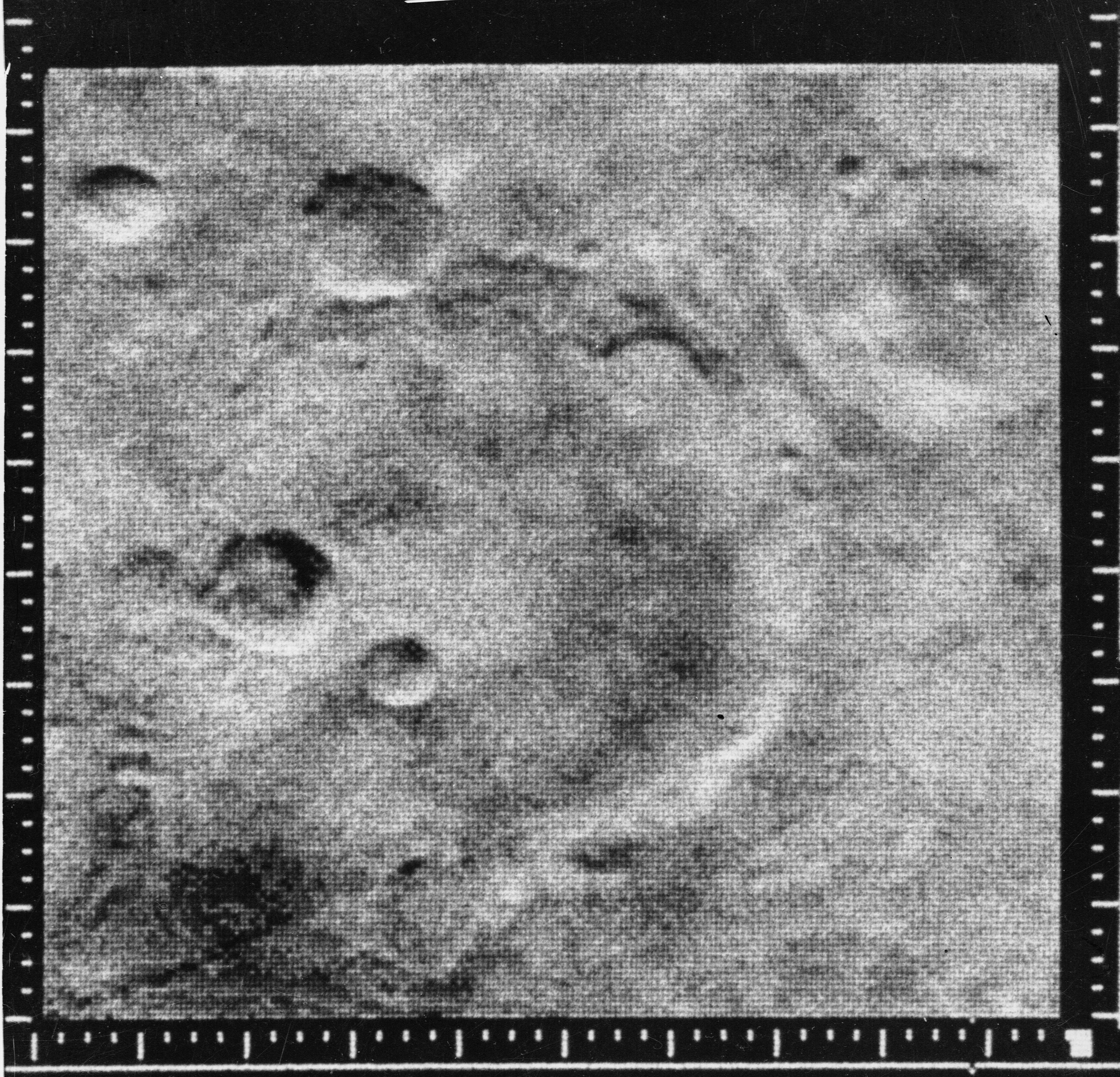
水手4号观察到的法厄同区水手陨击坑，这可能是首艘飞越火星的航天器拍摄的最好照片。
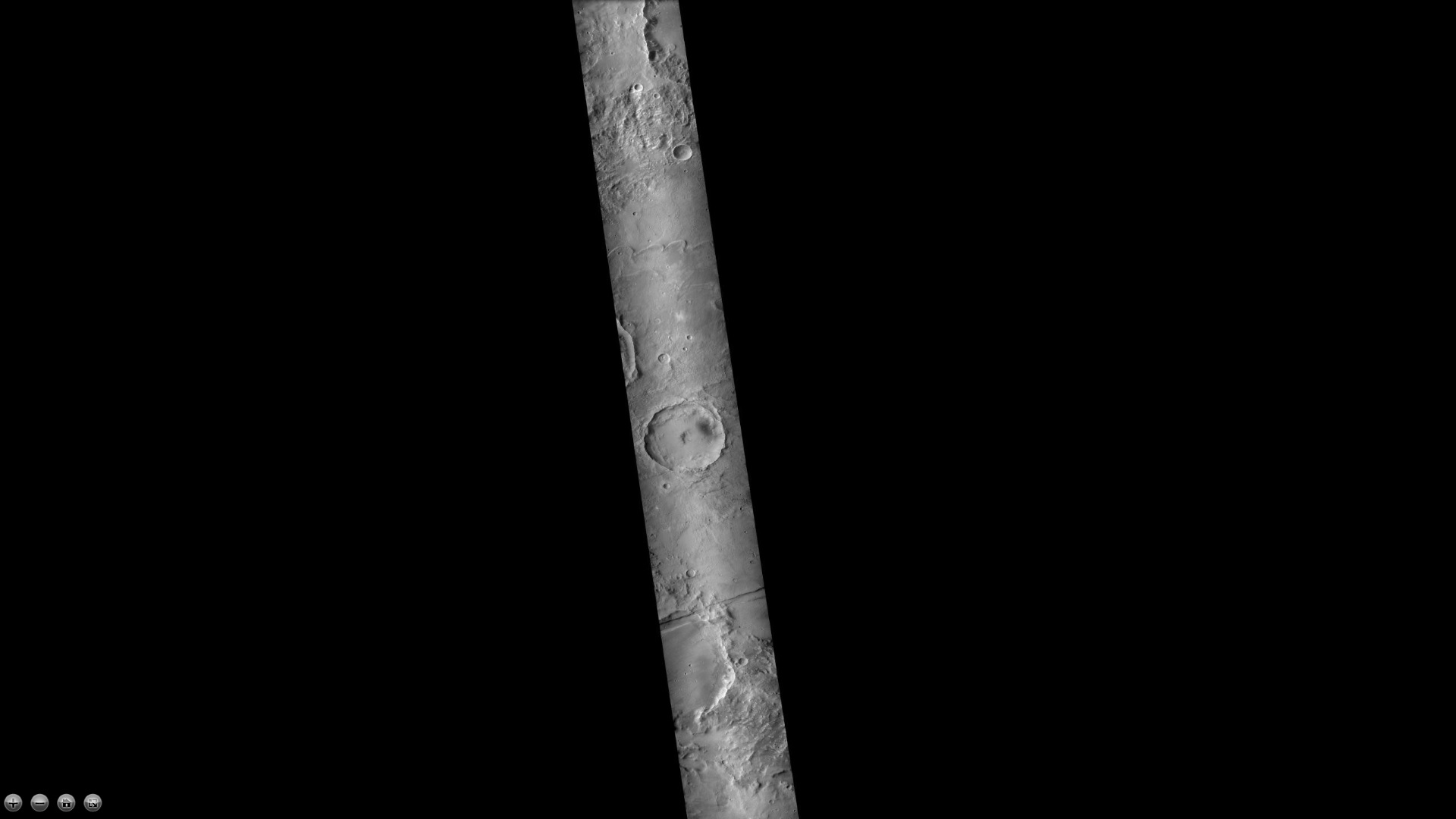
水手4号探测器拍摄的水手陨石坑部分区域，显示了水手陨击坑坑底上二座更小的陨坑之一，在该图片及前一幅水手陨击坑照片中，可以看到南部的直沟。该照片由火星勘测轨道飞行器背景相机拍摄。
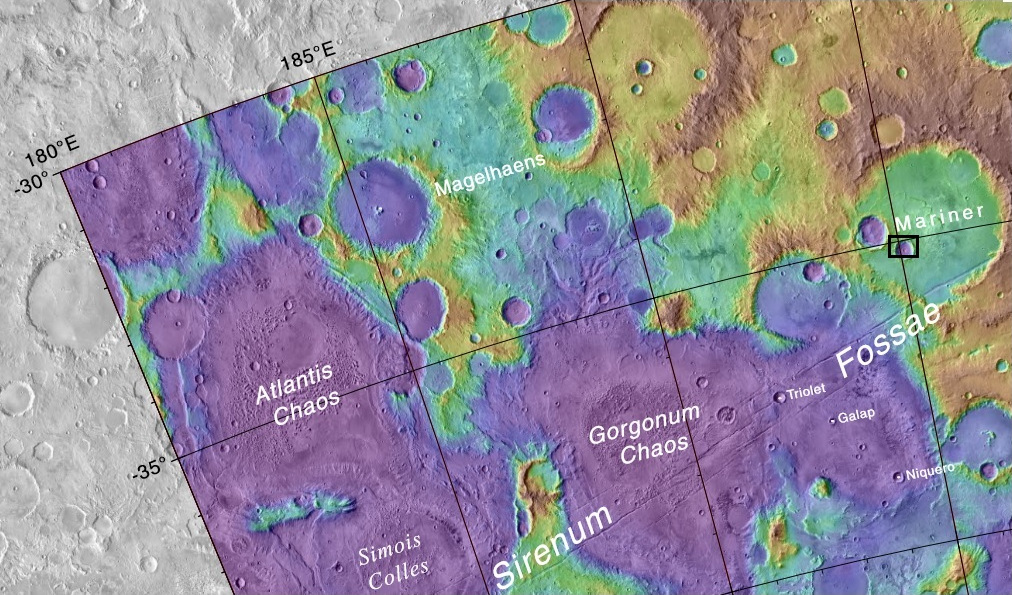
显示水手陨击坑和其他附近特征位置的地图，方框显示了用高分辨率成像科学设备拍摄区域。
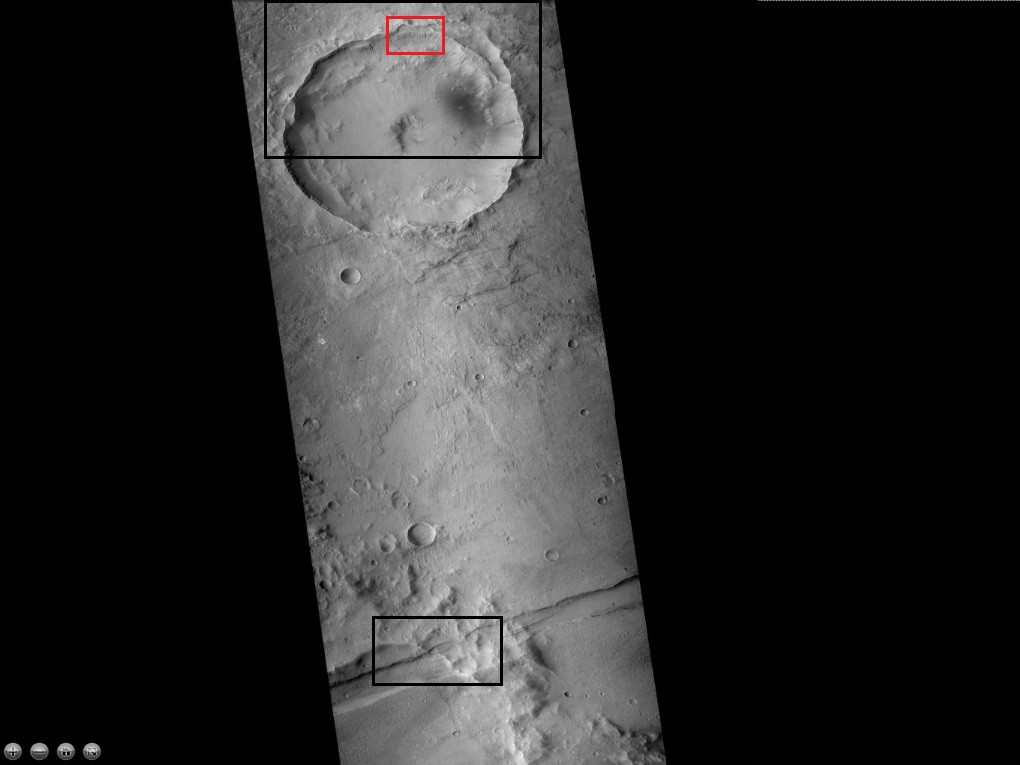
水手陨石坑部分区域的广角视图，黑色和红色方框，显示了背景相机拍摄特写视图的区域。
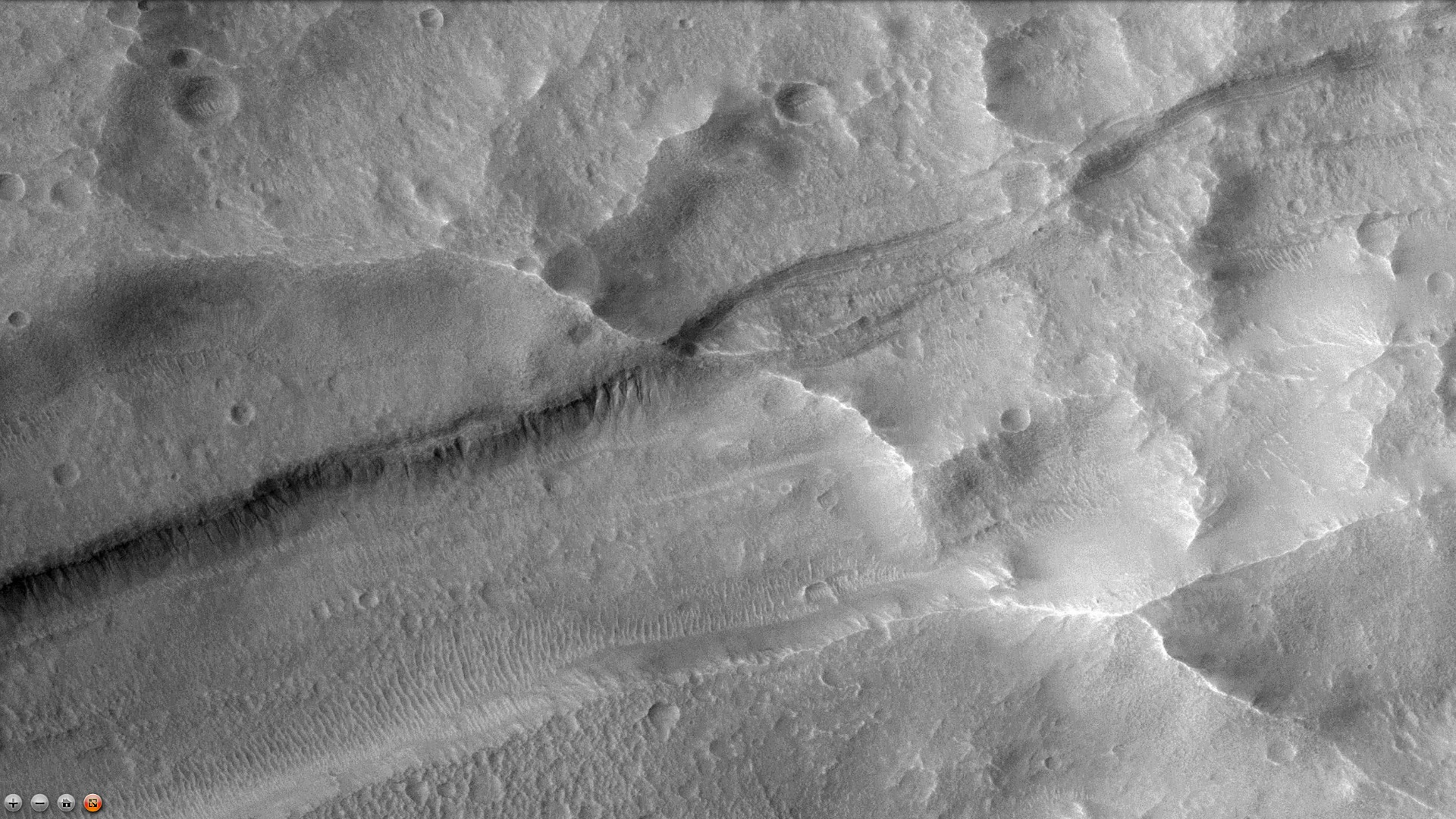
放大的前一幅水手陨击坑照片中的沟壑。在崖壁上可看到可能的冲沟。该照片由火星勘测轨道飞行器背景相机拍摄。
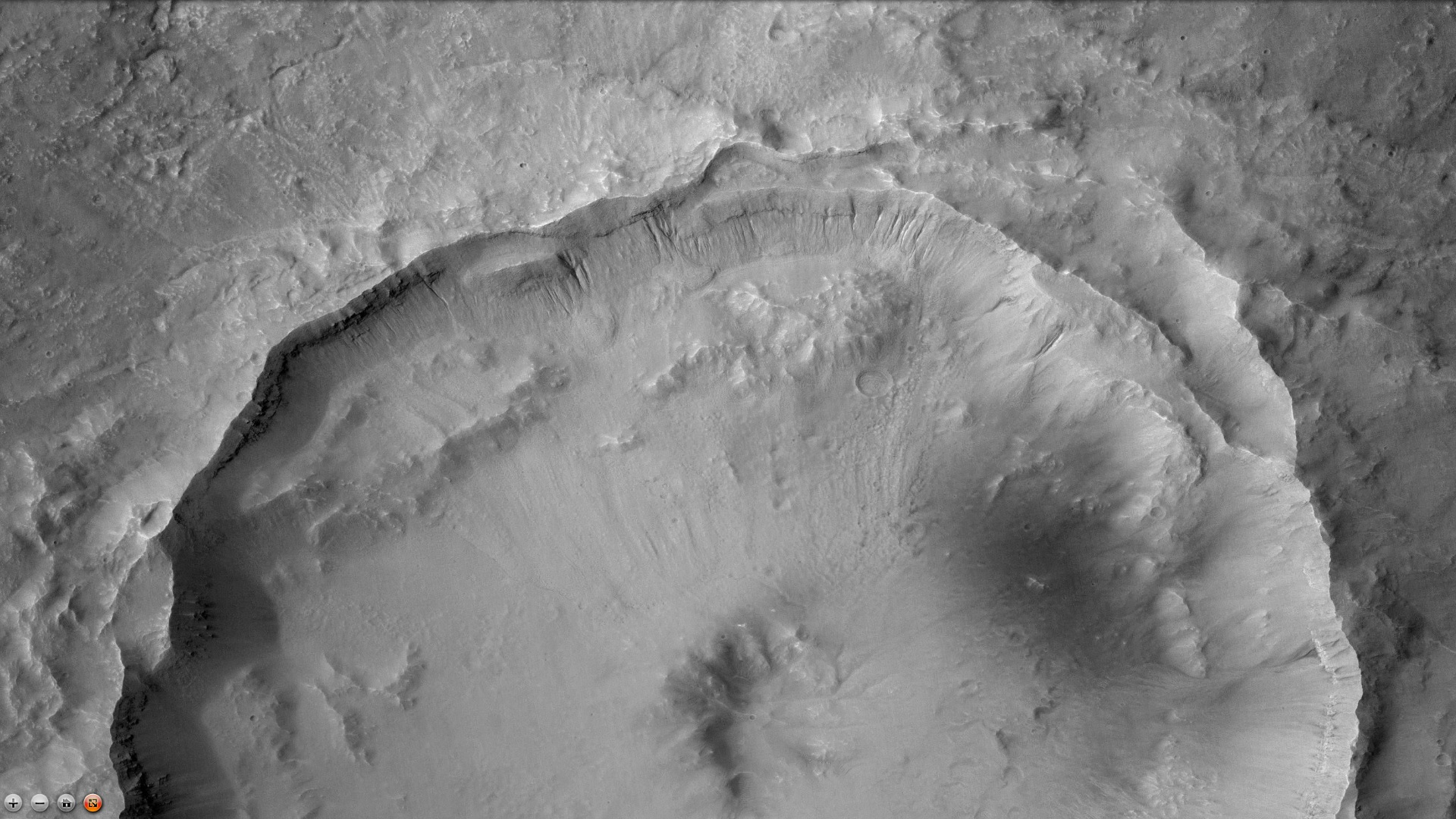
水手陨击坑坑底一座陨坑坑壁上的冲沟，其中的部分冲沟也被高分辨率成像科学设备拍摄。注: 这是前一幅背景相机照片的放大版 。
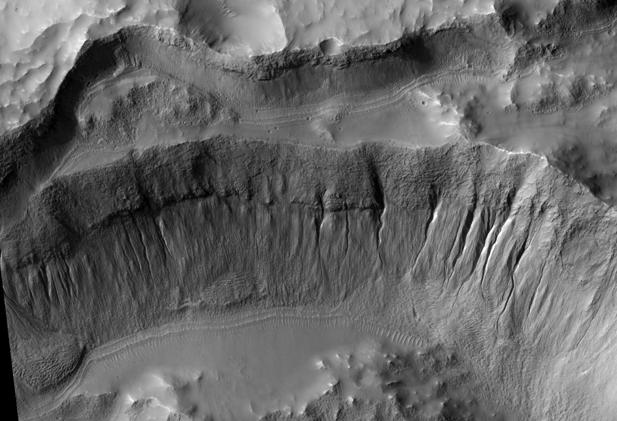
高分辨率成像科学设备显示的水手陨击坑的内侧壁。

## 另请查看
- 火星撞击坑